# Cap Greco
Le cap Greco, également connu sous le nom italien de Capo Greco, ou grec de Κάβο Γκρέκο et sous le nom turc de Poyraz Burnu, est situé à la pointe sud-est de l'ile de Chypre. C'est le point le plus oriental de la République de Chypre et de l'Union européenne. Le cap Greco est au sud de la baie de Famagouste et fait partie de la municipalité de Ayia Napa.
Le cap Greco est un parc national forestier placé sous l'administration du Département forestier du ministère chypriote de l'Intérieur et faisant partie du réseau Natura 2000 depuis 2019.
Un centre de visiteurs à l'architecture ultramoderne y a été aménagé. Une petite église de style cycladique domine la mer. À l'ouest du cap, se dressent des falaises impressionnantes percées de grottes marines, alors qu'au nord, se succèdent de belles plages de sable.
Le site abrite, depuis 1972, les émetteurs de la radio internationale Monte Carlo Doualiya.

## Zone importante pour la conservation des oiseaux
En 2019, une zone comprenant le cap a été désignée Zone importante pour la conservation des oiseaux (ZICO) par BirdLife International comme étant un site de migration crucial pour un grand nombre de rapaces et autres oiseaux. Elle constitue un goulot d'étranglement  pour la migration des faucons kobez, des busards pâles, des bondrées apivores et des faucons crécerelles et abrite des populations reproductrices de traquets de Chypre, de fauvettes de Chypre et de francolins noirs. Bien que le cap soit un Parc national forestier protégé par la législation cypriote, les oiseaux sont menacés par le braconnage.

## Galerie

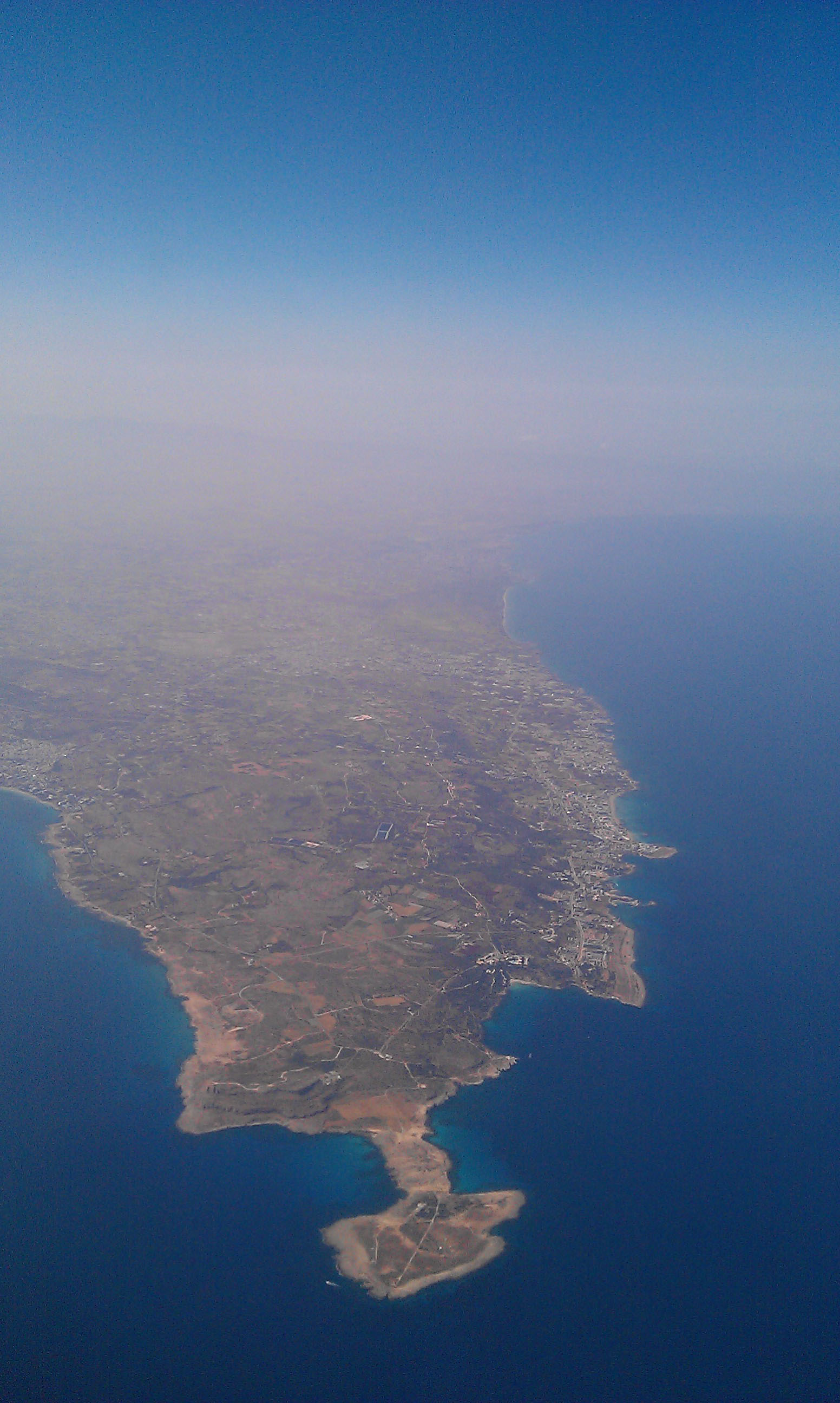
Le cap Greco vu depuis un avion en 2012.
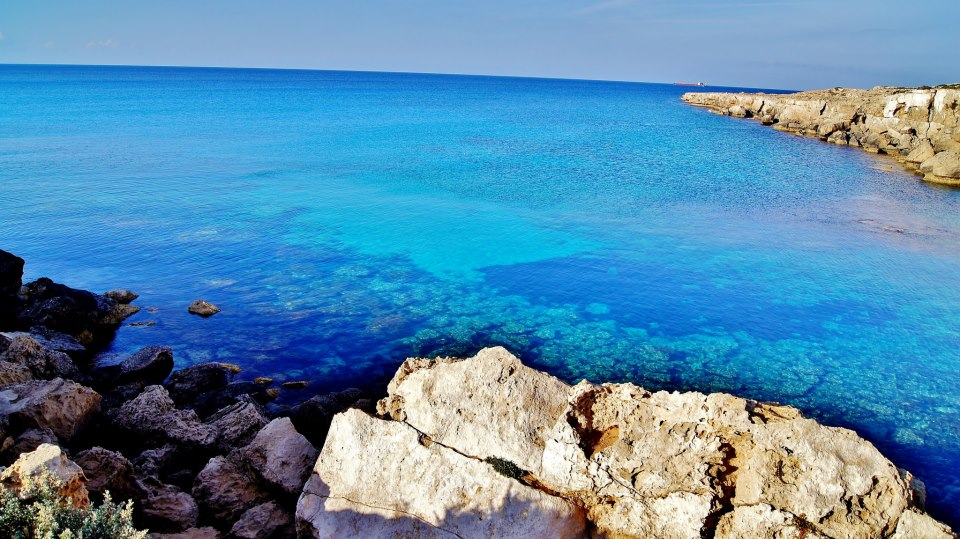
Les eaux turquoise du cap Greco en 2013.
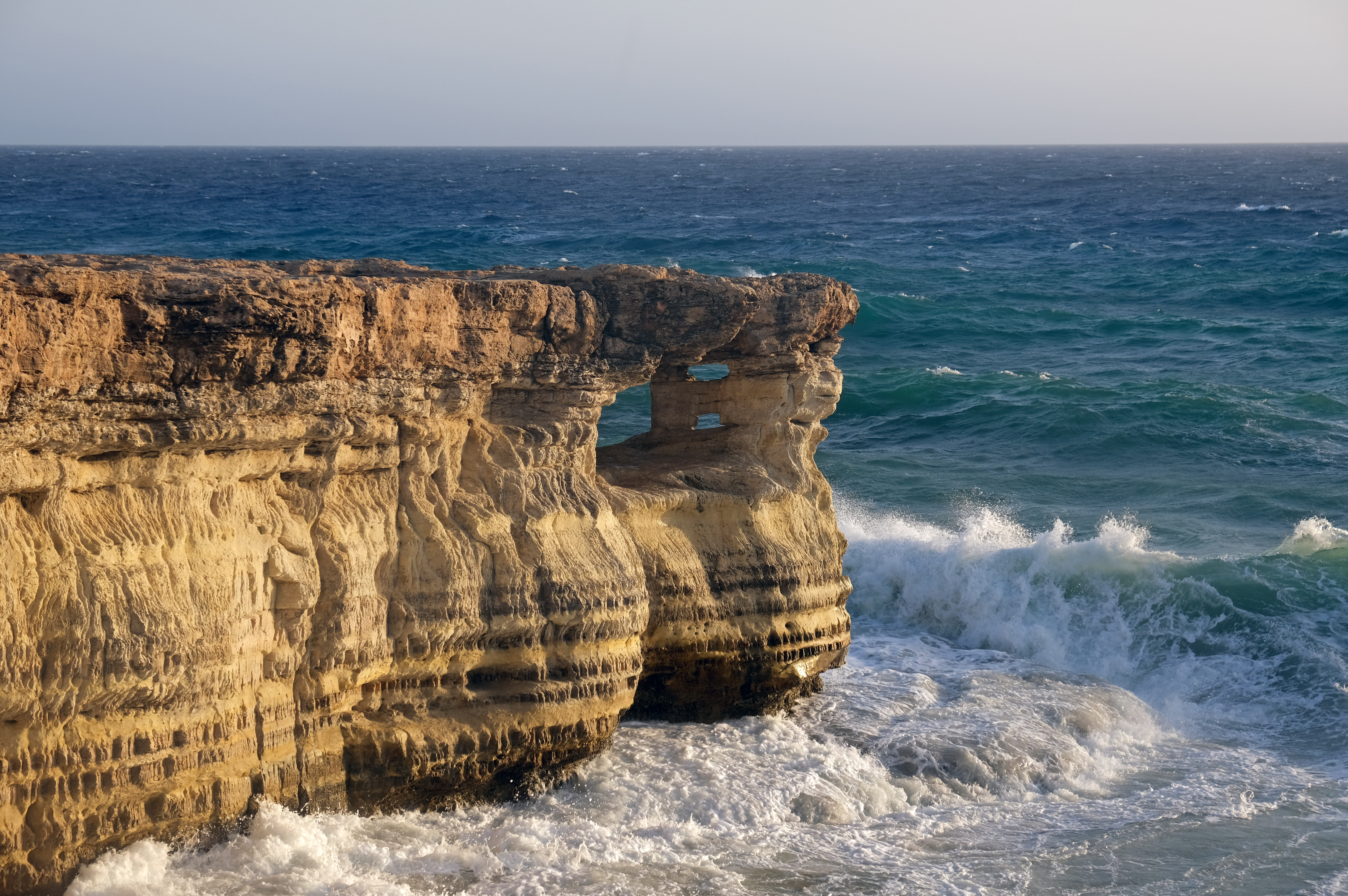
Falaises.
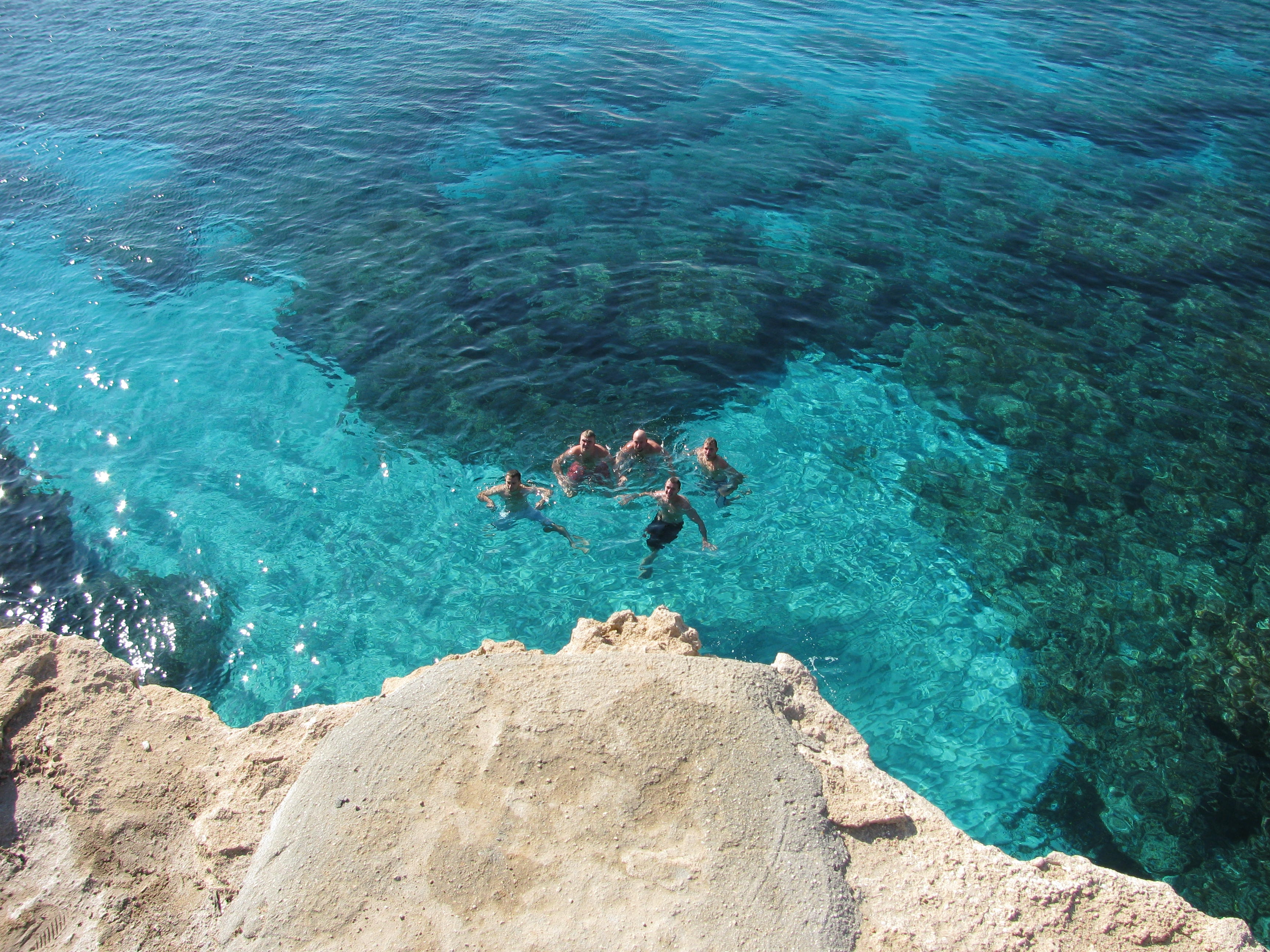
Le cap Greco est aussi un endroit pour la plongée.
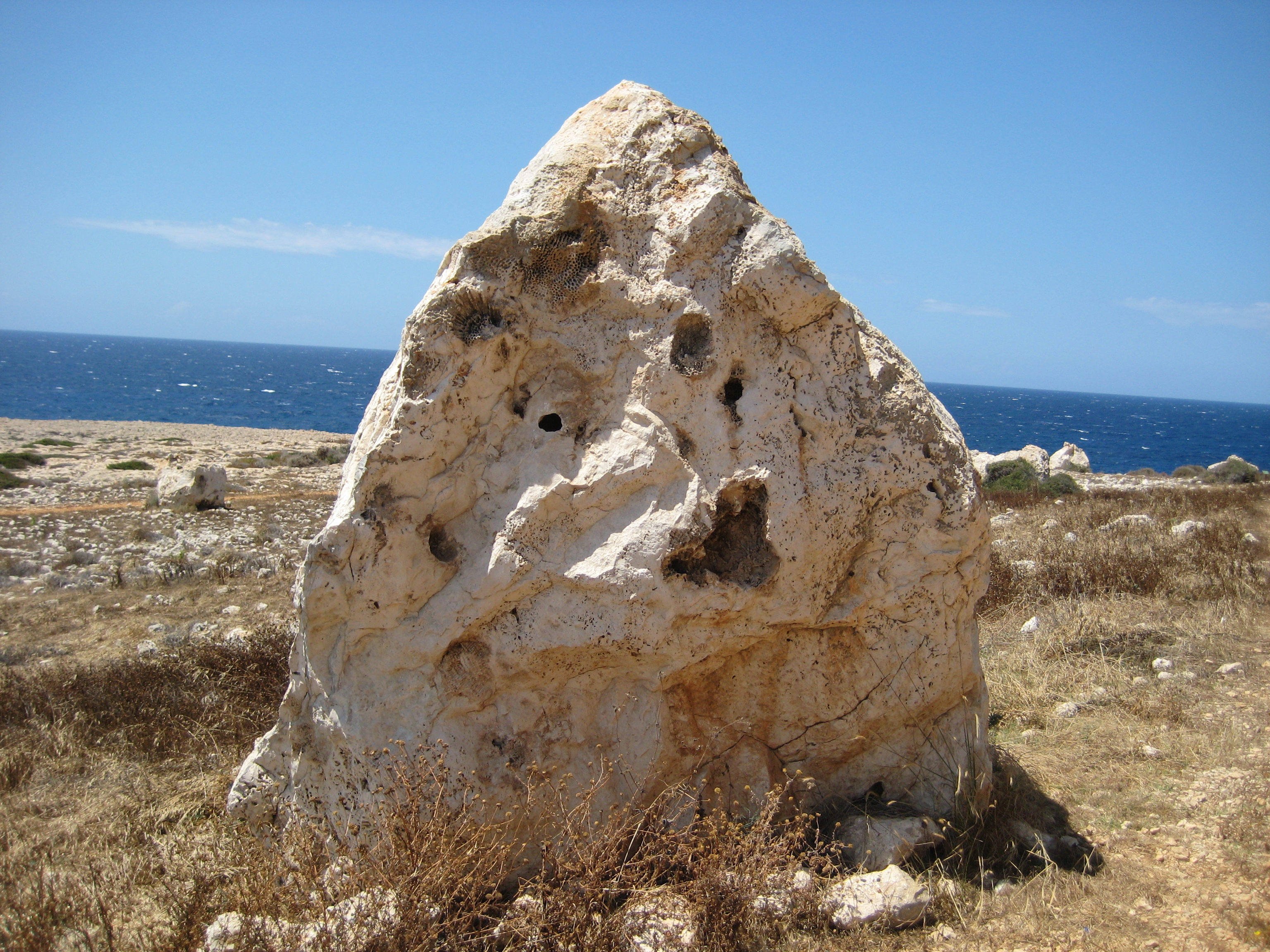
Roche volcanique.
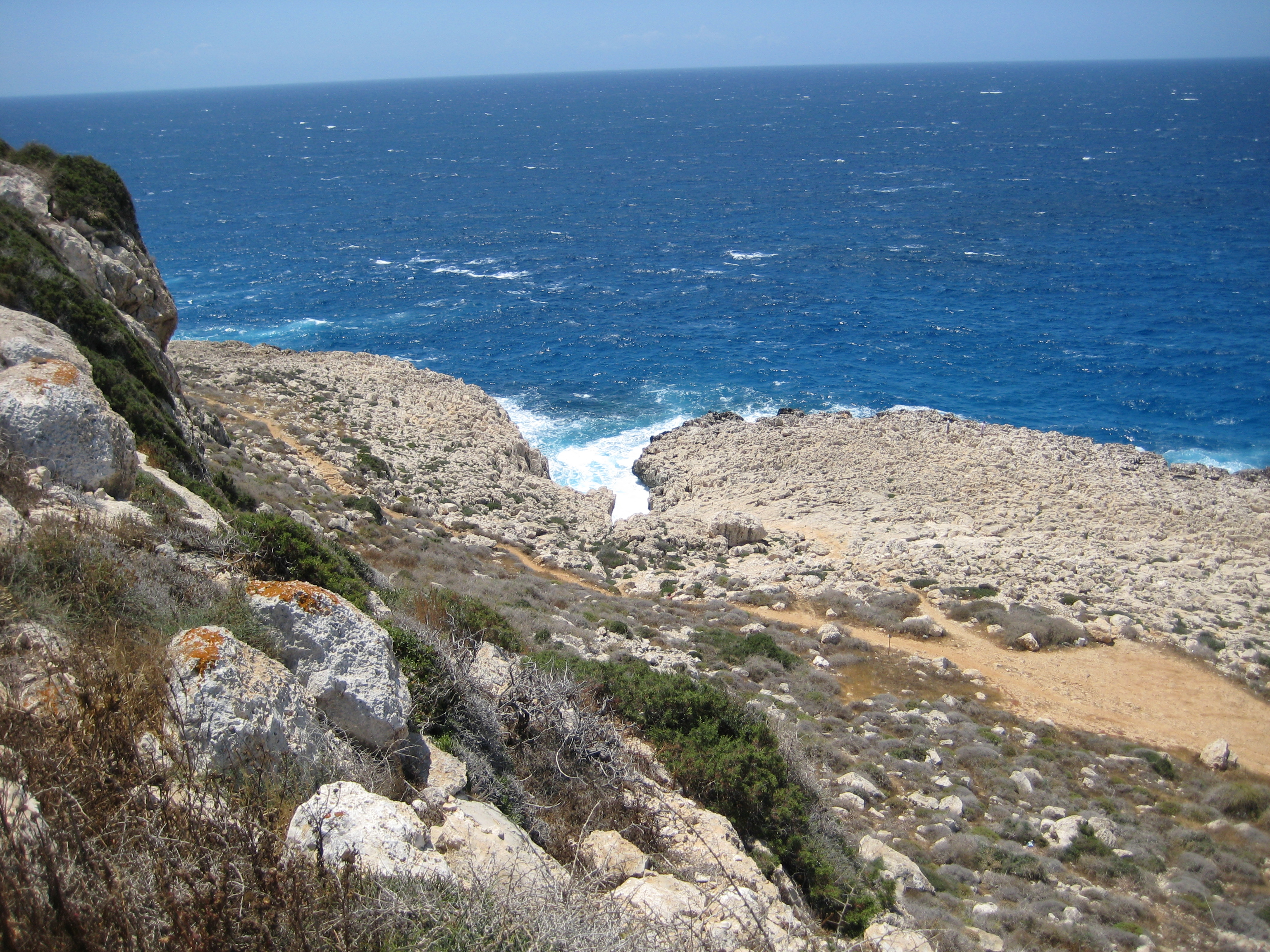
Vue depuis les hauteurs du cap Greco.
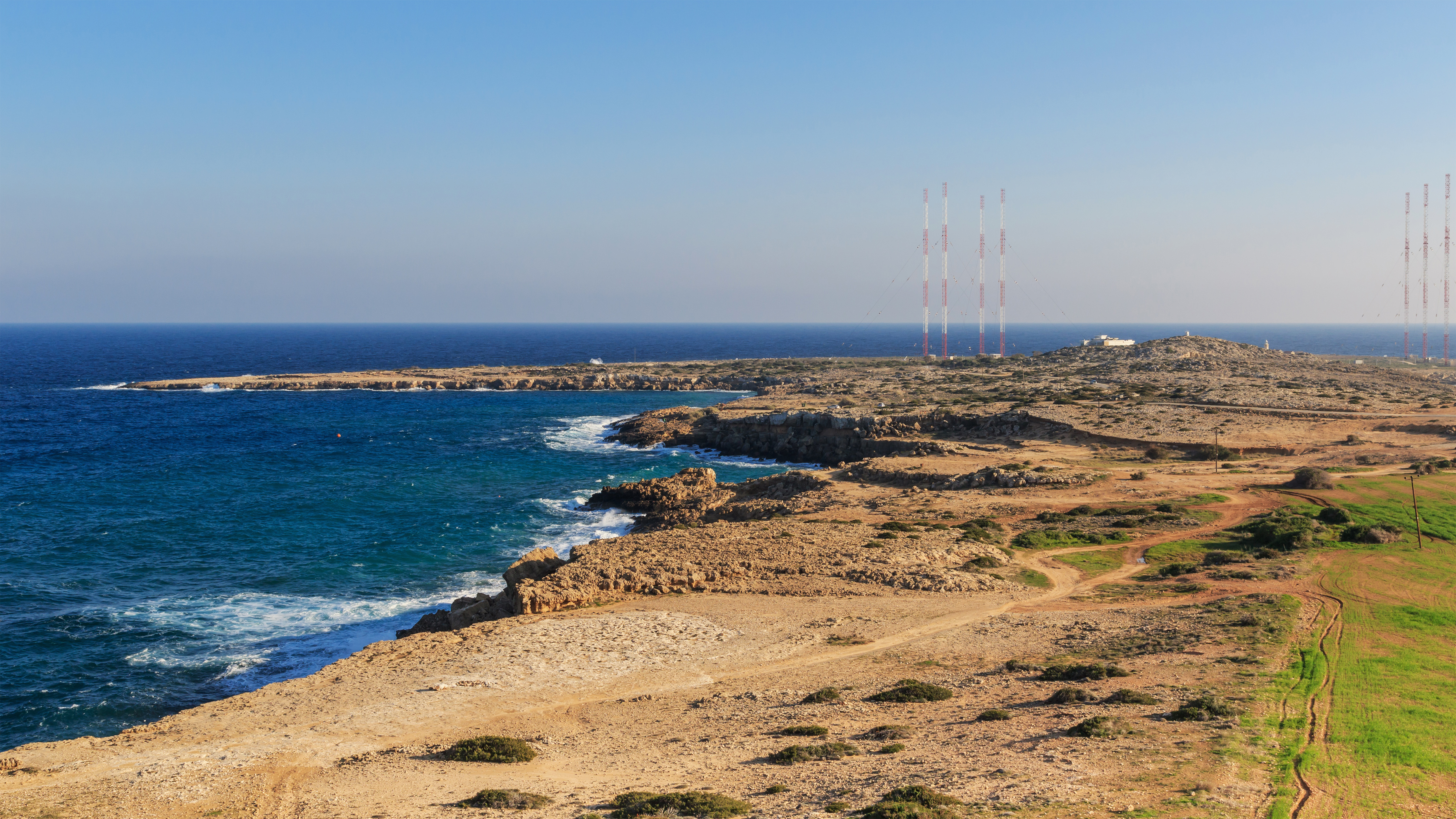
Les émetteurs en ondes moyennes de Monte Carlo Doualiya situés sur le cap Greco.
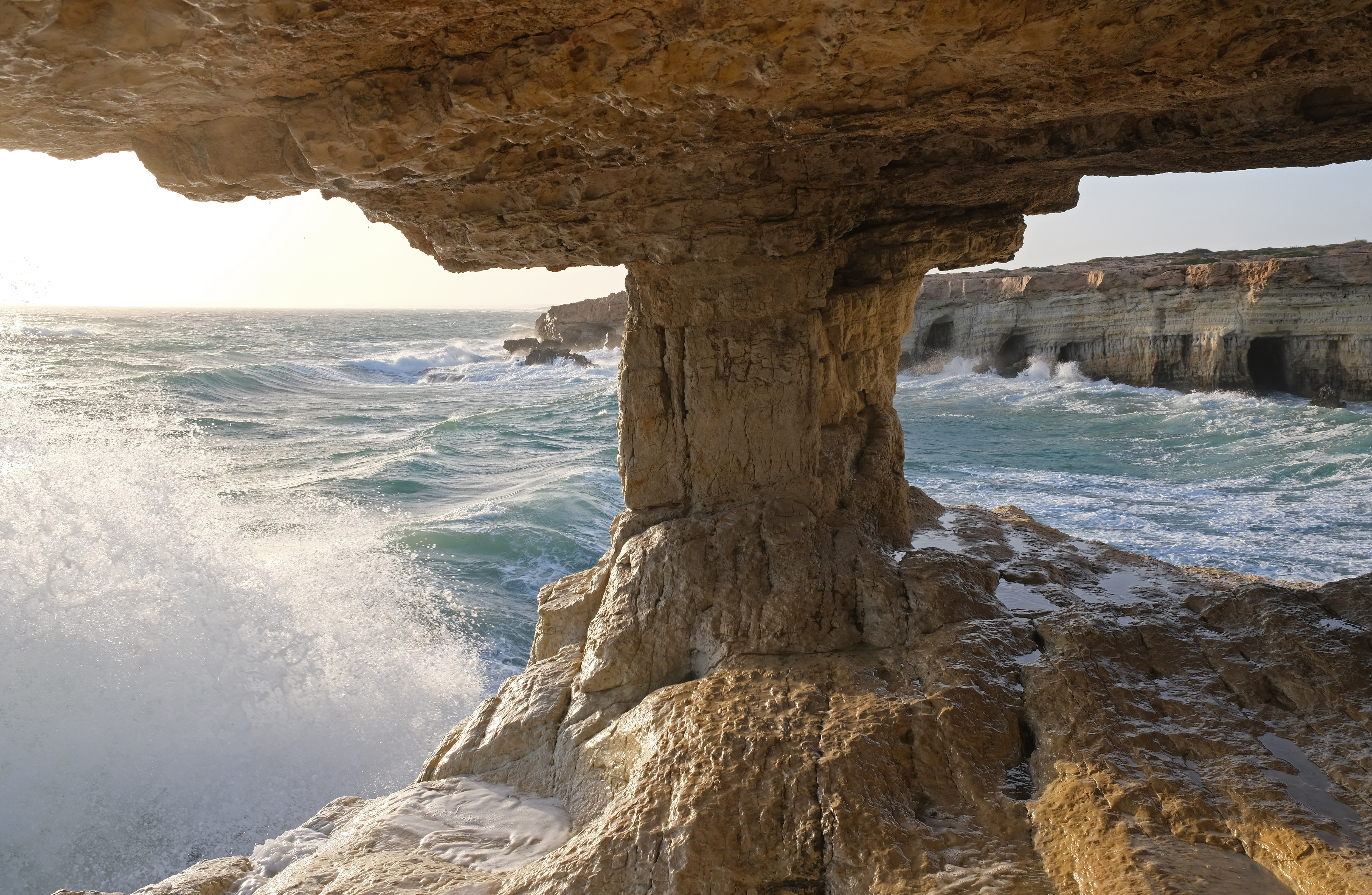
Grotte marine au cap Greco en 2020.
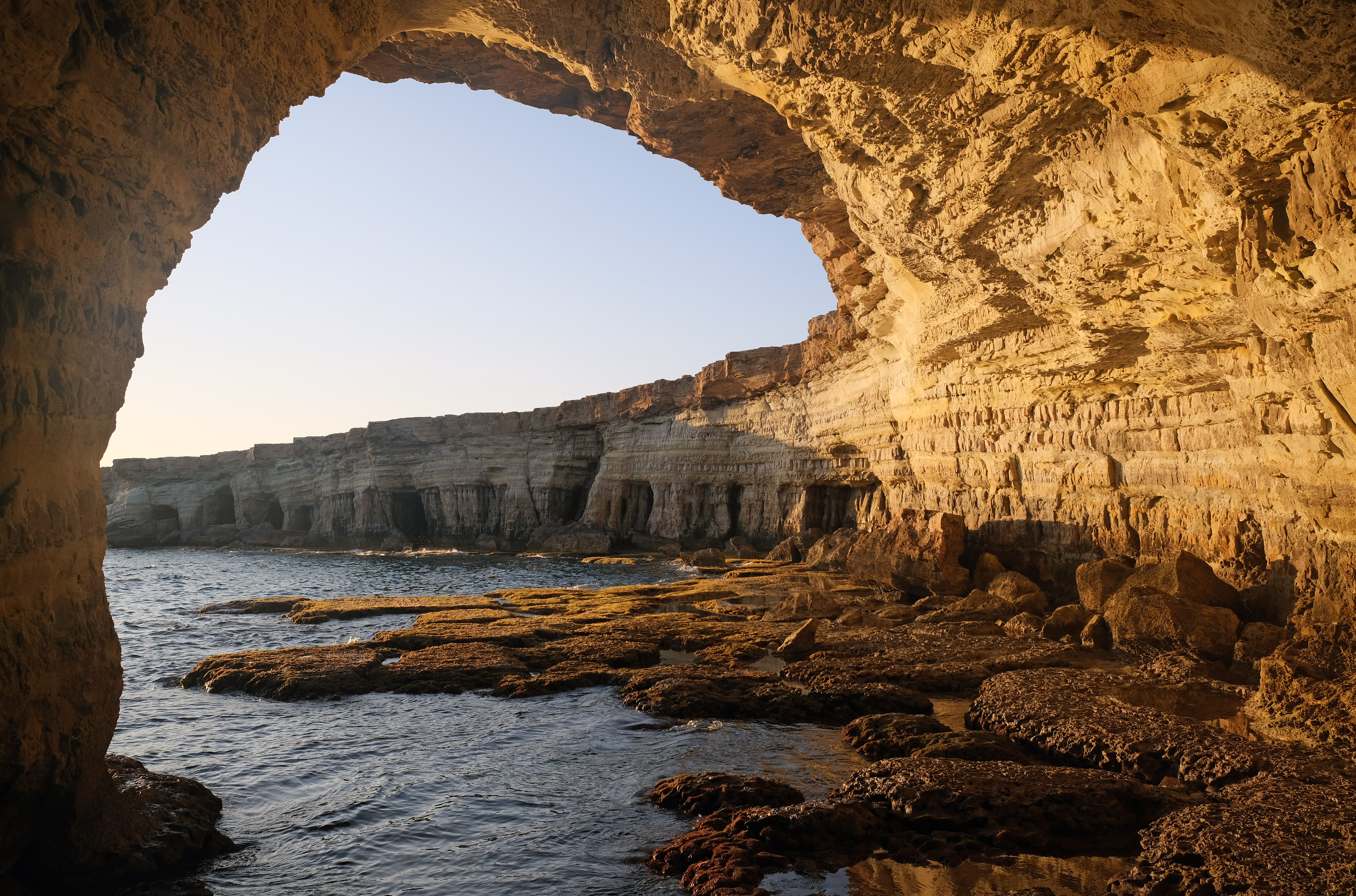
Grotte marine au cap Greco en 2020.